# Sieg Heil
«Sieg Heil» és una frase en alemany que es podria traduir com «salvi/visca (la) victòria». En l'Alemanya del Tercer Reich s'utilitzava amb freqüència en les trobades polítiques, com les trobades massives de Nuremberg. En la vida quotidiana era més comuna la salutació hitleriana: Heil Hitler.
Sieg Heil es reservava per a esdeveniments massius. L'orador cridava «Sieg» i el públic responia «Heil» repetides vegades, augmentant cada vegada més el to. L'expressió la va encunyar Ernst Hanfstaengl.
Utilitzar la frase avui dia a Alemanya és una ofensa criminal castigable amb més de tres anys de presó, encara que es pot emprar amb motius artístics, educatius o científics, que constitueixen excepcions segons les lleis alemanyes.